# جيجي (فلم 1958)
جيجي (بالإنجليزية: Gigi) هو فيلم موسيقي تم إنتاجه في الولايات المتحدة وصدر في سنة 1958.

## القصة
تدور أحداث الفيلم في الحقبة الزمنية الجميلة بفرنسا حيث يتم تجهيز جيجي كي تصبح محظية و لكنها تحتقر هذه الوظيفة و تميل إلى قريبها جاستون.

### ترشيحات وجوائز
| السنة | الحدث  | الفئة               | النتيجة  |
| ----- | ------ | ------------------- | -------- |
|       | أوسكار | أفضل موسيقى تصويرية | فـــــوز |

## الميزانية والإيرادات
بلغت تكلفة إنتاج الفيلم حوالي 3,319,355 دولار بينما حقق أرباحا تقدر بـ 13,208,725 دولار.

## وصلات خارجية
- مقالات تستعمل روابط فنية بلا صلة مع ويكي بيانات